# 30-я церемония «Грэмми»

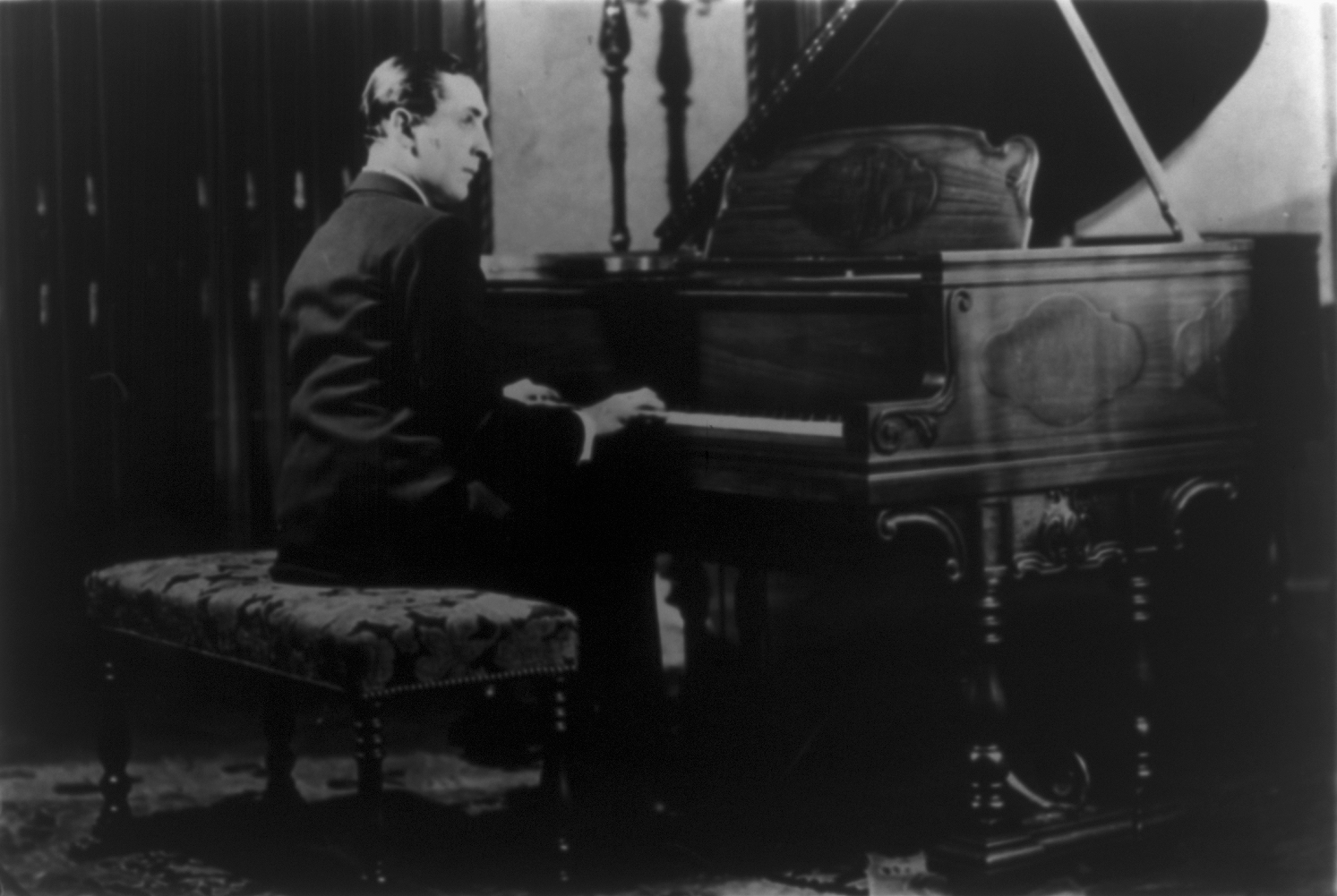
Пианист Владимир Горовиц получил 2 Грэмми.

30-я церемония вручения премий «Грэмми» состоялась 2 марта 1988 года в Radio City Music Hall, Нью-Йорк. Победителей выбирали голосованием 6000 членов Национальной академии искусства и науки звукозаписи. Пианист Владимир Горовиц, уже имевший 20 «Грэмми», выиграл ещё 2 награды, в том числе за альбом «Горовиц в Москве». Также 2 «Грэмми» добавила к своим 12 соул-певица Арета Франклин. Дирижёр Георг Шолти получил свою уже 26-ю в карьере награду «Грэмми» за запись 9-й симфонии Бетховена. Однако ничего не получили певец Майкл Джексон (имевший 4 номинации за альбом Bad), группа Los Lobos (4 номинации за песню Ла бамба) и фолк-певица Сюзанна Вега (3 номинации за песню «Luka»).

## Основная категория
- Запись года
  - Пол Саймон за альбом Graceland
- Альбом года
  - Брайан Ино, Даниель Лануа (продюсеры) и группа U2 за альбом The Joshua Tree
- Песня года
  - Barry Mann, Cynthia Weil & Джеймс Хорнер (авторы) за песню «Somewhere Out There» в исполнении Линды Ронстадт и Джеймса Ингрэма
- Лучший новый исполнитель
  - Джоди Уотли (другие номинанты: Breakfast Club, Cutting Crew, Теренс Трент Д’Арби, Swing Out Sister)

## Классическая музыка

### Лучший классический альбом
- Thomas Frost (продюсер) & Владимир Горовиц за альбом Horowitz in Moscow

## Поп

### Лучшее женское вокальное поп-исполнение
- Уитни Хьюстон — «I Wanna Dance With Somebody (Who Loves Me)»

### Лучшее мужское вокальное поп-исполнение
- Стинг — «Bring on the Night»

## R&B

### Лучшее женское вокальное R&B-исполнение
- Арета Франклин — «Aretha»

### Лучшее мужское вокальное R&B-исполнение
- Смоки Робинсон — «Just to See Her»

## Джаз

### Лучшее мужское джаз-исполнение
- Бобби Макферрин — «What Is This Thing Called Love»

## Кантри

### Лучшее исполнение кантри с женским вокалом
- K. T. Oslin — «80’s Ladies»

### Лучшее исполнение кантри с мужским вокалом
- Randy Travis — «Always & Forever»

### Лучшее вокальное исполнение кантри дуэтом или группой[англ.]
- Эммилу Харрис, Долли Партон и Линда Ронстадт — альбом Trio

### Лучшее совместное вокальное исполнение кантри (дуэтом)
- Ronnie Milsap & Кенни Роджерс — «Make No Mistake, She’s Mine»

### Лучшее инструментальное исполнение кантри
- Asleep at the Wheel — «String of Pars»

### Лучшая кантри-песня
- Paul Overstreet & Don Schlitz (авторы) — «Forever and Ever, Amen» (Randy Travis)

## Музыкальное Видео

### Best Concept Music Video
- Genesis — «Land of Confusion»